# Zbigniew Podleśny
Zbigniew Podleśny (ur. 16 czerwca 1976 w Wodzisławiu Śląskim - Rydułtowach) – polski działacz samorządowy, prawnik i nauczyciel. Burmistrz miasta Radlin. W latach 2011–2024 zastępca burmistrza miasta Radlin.

## Życiorys
Ukończył studia prawnicze na Uniwersytecie Śląskim, Szkołę Liderów Społeczeństwa Obywatelskiego, zarządzanie projektami w Wyższej Szkole Bankowej w Poznaniu, studia Master of Business Administration na Politechnice Śląskiej w Gliwicach oraz doradztwo zawodowe na Akademii Humanistyczno – Ekonomicznej w Łodzi.
Pracował w kancelarii radcowskiej, gdzie zajmował się obsługą prawną biznesu, w Państwowej Inspekcji Sanitarnej w Raciborzu, w Starostwie Powiatowym w Wodzisławiu Śląskim oraz w Urzędzie Miasta Wodzisławia Śląskiego. Równolegle pracował jako nauczyciel przedmiotów prawniczych.
Od 1 stycznia 2011 roku do 6 maja 2024 roku zastępca Burmistrza Radlina Barbary Magiery. Zajmował się sprawami z zakresu m.in. inwestycji, gospodarki komunalnej, gospodarki nieruchomościami, zarządzania kryzysowego, funduszy zewnętrznych czy współpracy z organizacjami pozarządowymi.
W wyborach samorządowych w 2024 roku zdobył 53,56% i w I turze zdobył mandat Burmistrza Radlina.